# Dacun
Dacun (chinesisch 大村鄉, Pinyin Dàcūn xiāng, taiwanisch: Tāi-chhoan-hiong) ist eine Landgemeinde des Landkreises Changhua in der Republik China (Taiwan).

## Lage und Beschreibung

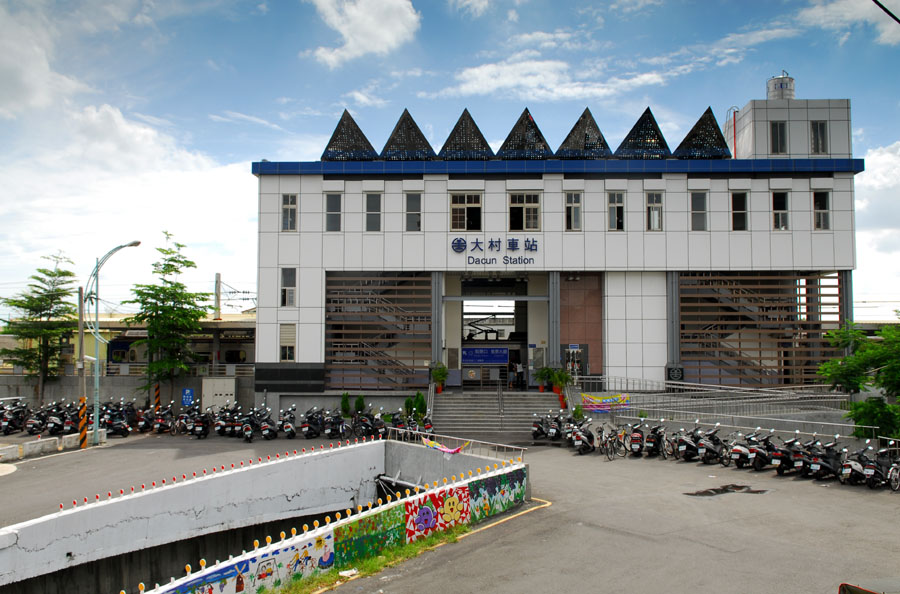
Der Bahnhof von Dacun

Die Gemeinde Dacun hat grob die Form eines von West nach Ost langgestreckten Ovals, das vom Zentrum des Landkreises Changhua bis in den Osten reicht. Der Großteil ihrer Fläche gehört zur Changhua-Ebene, im Osten beginnt das Bagua-Plateau. Die Nachbargemeinden sind Xiushui im Nordwesten, Huatan im Norden, Fenyuan im Osten, Yuanlin und Puxin im Süden sowie Xihu und Puyan im Westen.
In Dacun befindet sich die Dayeh-Universität (大葉大學, DYU) mit dem Schwerpunkt Ingenieurwissenschaften.

## Geschichte
Die Gegend des heutigen Dacun wurde ab Beginn des 18. Jahrhunderts von chinesischen Einwanderern aus Fujian und Guangdong besiedelt. Die Siedler machten das Land urbar, legten Bewässerungskanäle an und es entwickelte sich Landwirtschaft.
Während der japanischen Herrschaft über Taiwan wurde die Region zur Gemeinde Dacun zusammengefasst. In dieser Zeit entwickelte sich der Zuckerrohranbau zum dominierenden Wirtschaftsfaktor. Die Eröffnung des Bahnhofs im Jahr 1934 trug zur Entwicklung und zum Wachstum des Ortes bei.
Nach der Übernahme Taiwans durch die Republik China wurde Dacun in den neuen Landkreis Changhua eingegliedert. Die Bedeutung des Zuckerrohrs nahm kontinuierlich ab und Reis und Weintrauben übernahmen die führende Rolle in der lokalen Landwirtschaft.

## Verkehr und Wirtschaft

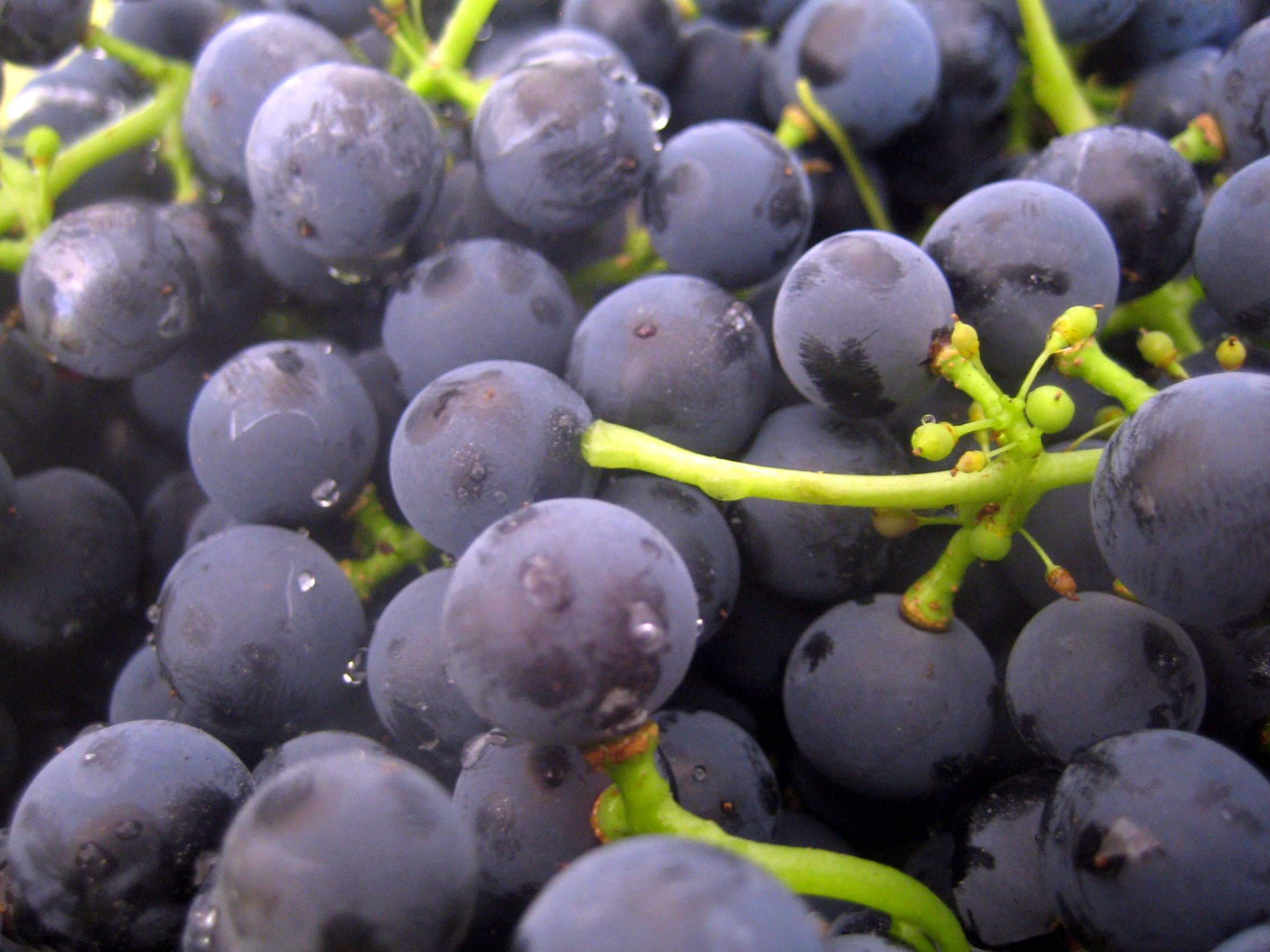
Kyoho-Weintrauben

Dacun ist mit einem Bahnhof an die Westliche Hauptlinie der Taiwanischen Eisenbahn angeschlossen. Zudem wird die Gemeinde von der Provinzstraße 1 und der Kreisstraße 137 von Nordwest nach Südwest sowie von der Kreisstraße 148 von West nach Ost durchquert.
Landwirtschaft ist nach wie vor der wichtigste Wirtschaftszweig. Die bedeutendsten Produkte sind Reis und Weintrauben. Dacun ist der größte Produzent von Weintrauben in Taiwan und besonders für die Sorte Kyoho bekannt. Weitere Erzeugnisse umfassen Guaven, Tomaten, Longan, Speisepilze und Orchideen. Im industriellen Bereich gibt es Betriebe, die Reifen fertigen.

## Kultur und Sehenswürdigkeiten

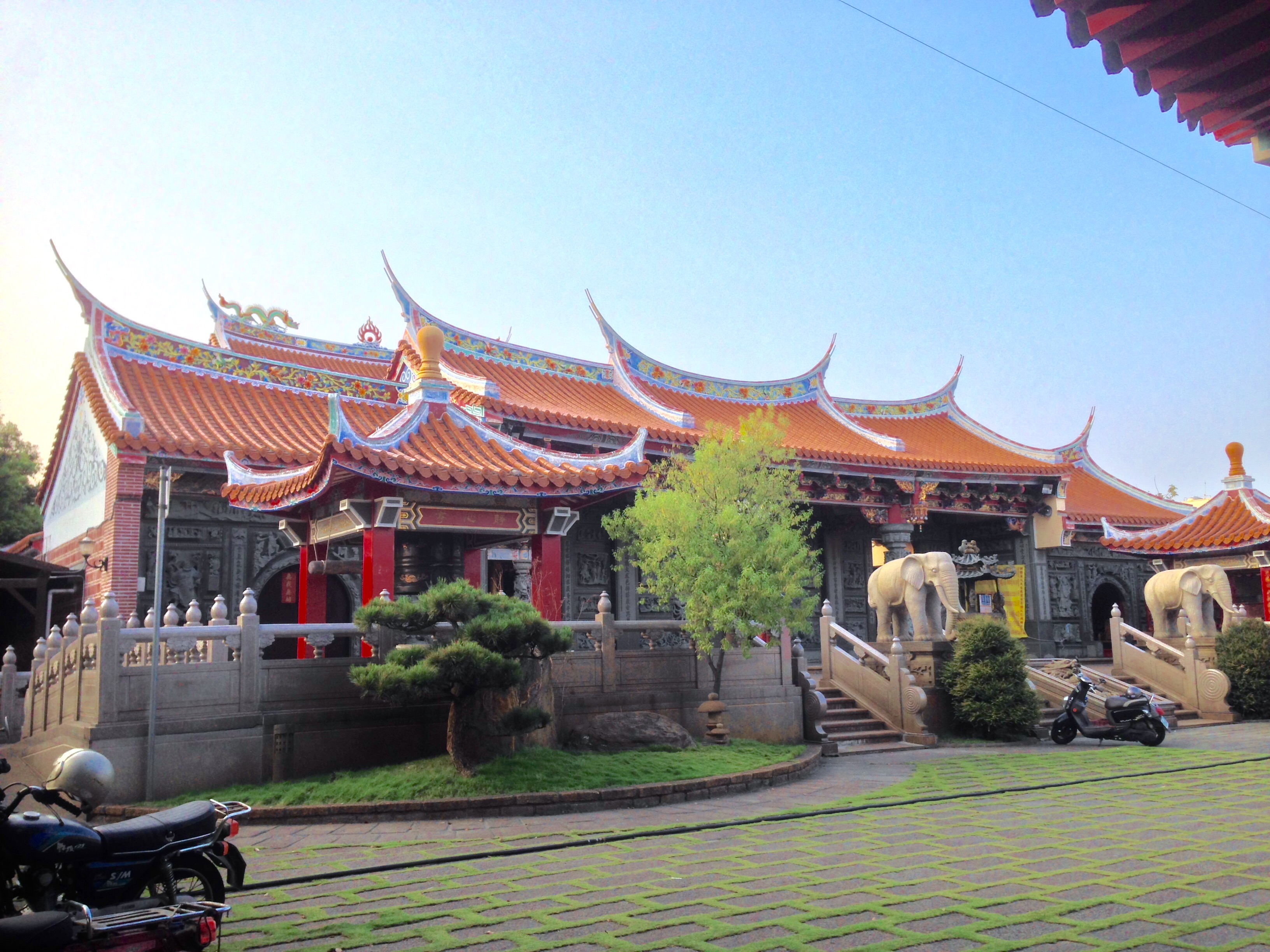
Der Ciyun Si

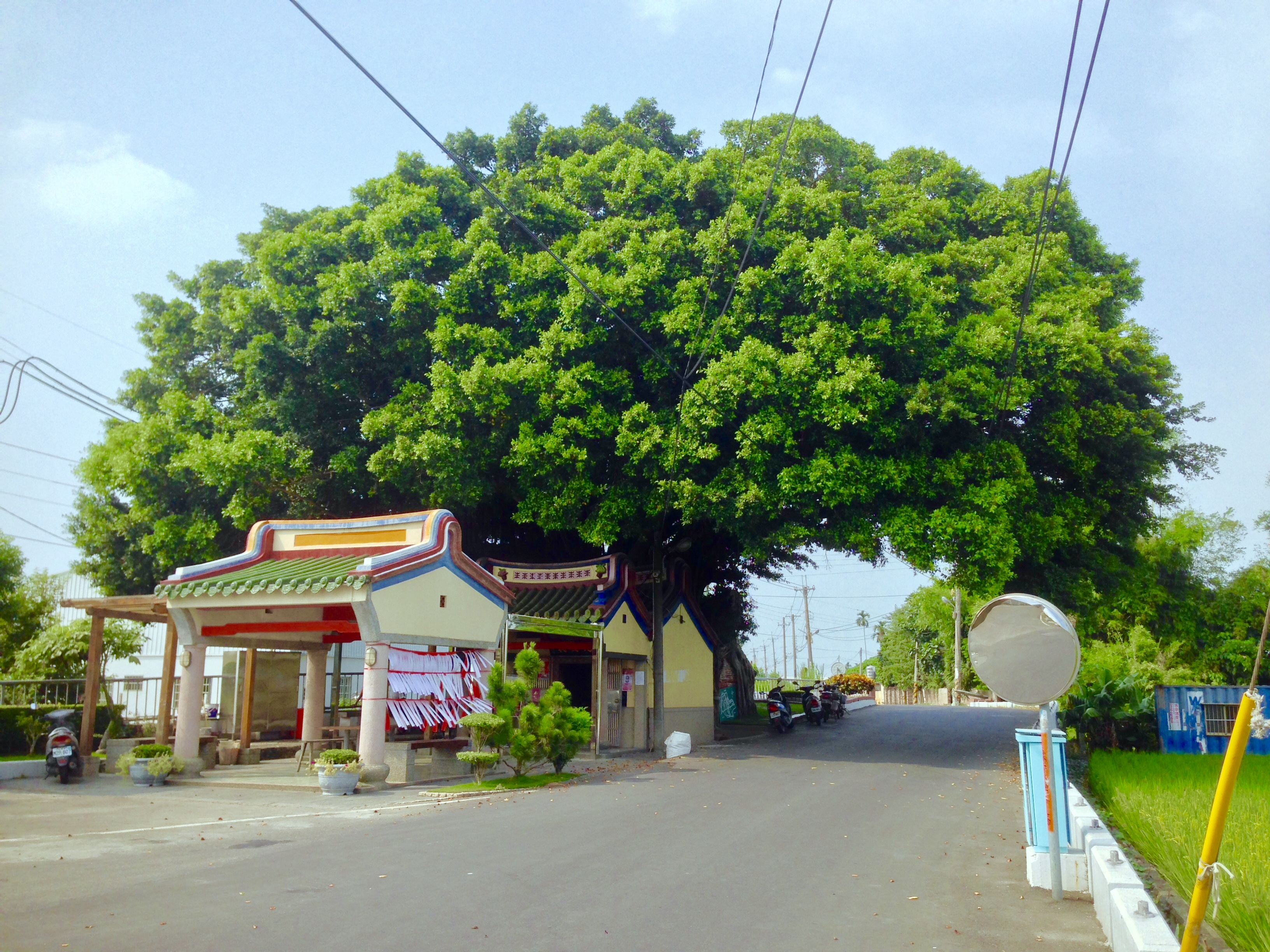
Der Xi’an Ci mit seinem Banyanbaum

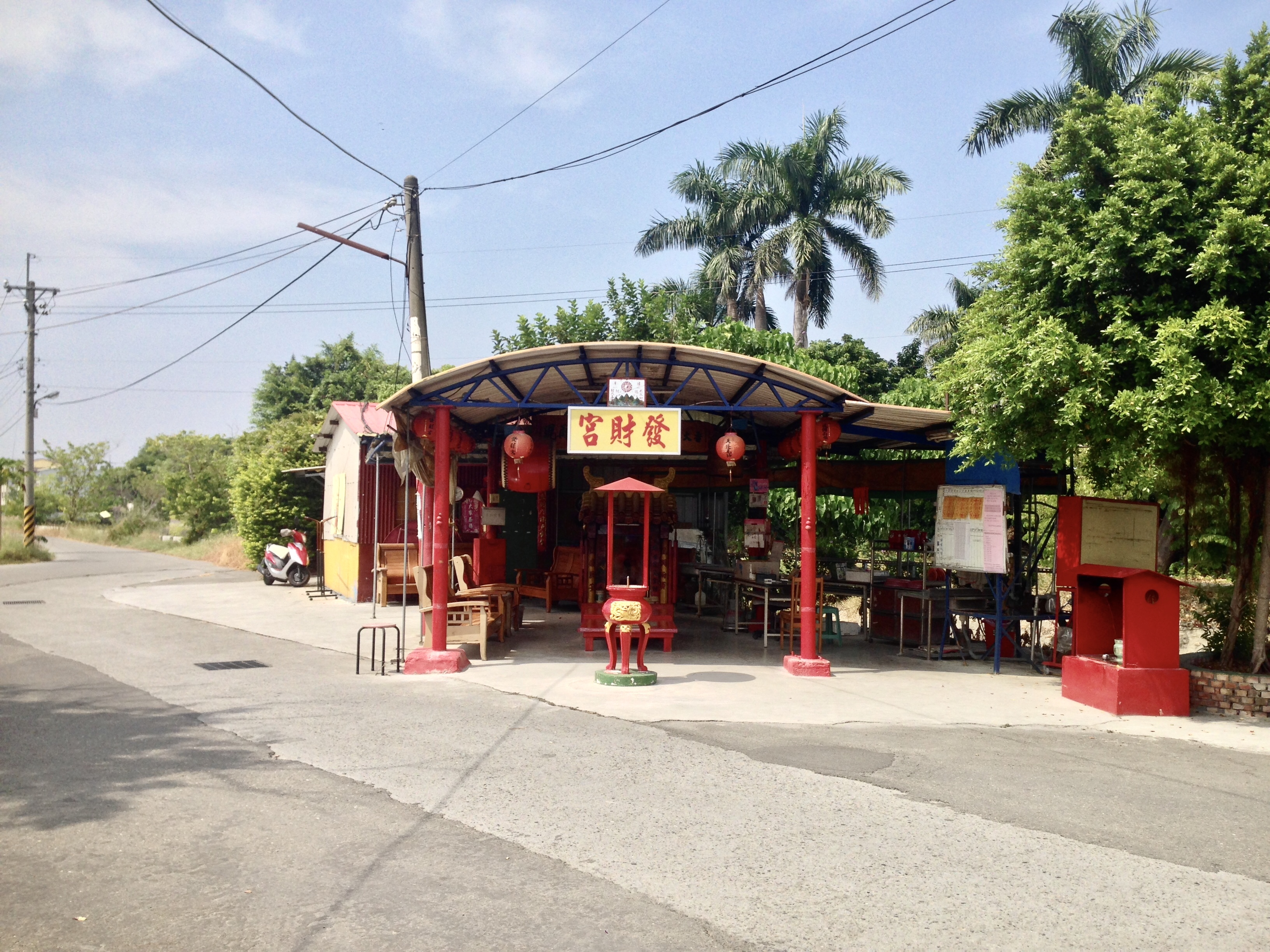
Der Facai Gong

Unter den daoistischen und buddhistischen Tempeln Dacuns ist der 1821 gegründete und Guanyin gewidmete Dazhuang Ciyun Si (大庄慈雲寺) ein bedeutendes religiöses Zentrum der Gemeinde. Im Heiligtum wird unter anderem ein Rest des schwarzen „Heiligen Reises“ aufbewahrt, den die Göttin der Gemeinde im Jahr 1947 zur Bekämpfung von Krankheiten geschenkt haben soll.
Eine Sehenswürdigkeit im Dorf Dalun ist der kleine Tempel Xi’an Ci (錫安祠), der dem Erdgott gewidmet ist. Das heutige Heiligtum steht neben seinem alten Vorgängergebäude, das ganz von einem großen Banyanbaum überwachsen wurde, weshalb der Ort auch der Vom Baum umarmte Tempel heißt.
Im Dorf Meigang steht der Facai Gong (發財宮), in dem Tianpeng Yuanshuai alias Zhu Bajie verehrt wird, der den meisten Menschen als Figur des Schweinemönchs aus dem Roman Die Reise nach Westen bekannt ist. Gläubige versprechen sich von ihm Reichtum und Glück im Spiel, weshalb seine Statue schon mehrfach geraubt wurde und der Zugang durch ein Gitter gesichert werden musste. Im Nachbardorf Huangcuo gibt es ein Heiligtum namens Dasheng Gong (大聖宮), das dem Affenkönig und Gefährten Zhu Bajies, Sun Wukong gewidmet ist.